# Таммариту
Таммариту — царь Элама, правил дважды, в 650—649 годах до н. э. и в 646 году до н. э.

## Биография
Таммариту — один из трёх сыновей Уртаки, нашедших в своё время приют в Ассирии. После того как войска Ашшурбанипала разгромили Те-Уммана и захватили Элам, ассирийский царь разделил его на части и передал сыновьям Уртаки. Таммариту получил в управление Хидалу на реке Улай, с прилегающими горными округами.
Поднял восстание против своего старшего брата Хумбан-никаша II и казнил его вместе со всей семьёй. Овладев престолом и вновь объединив Элам, Таммариту не собирался менять политику своего свергнутого и убитого брата. Ненависть к ассирийскому господству была у большинства эламитов настолько велика, что Таммариту, подобно Хумбан-никашу, стал восхвалять погибшего в борьбе с Ассирией Те-Уммана. Он возмущался расправой ассирийцев со своим дядей, заявляя: «Разве полагается убивать царя Элама в его собственной стране, в присутствии его войска».
Однако положение Таммариту было непрочным. Эламиты, видимо, не очень-то поверили его заявлениям о сочувствии борьбе за независимость. В 649 году до н. э. мятеж против Таммариту поднял Индабигаш, который не принадлежал к старому царскому дому, запятнавшему себя в глазах эламитов непрерывными предательствами, военными неудачами и сговором с ассирийцами. Разбитый Индабигашем Таммариту со своими братьями, родственниками и кучкой приближенных бежал морем. Его судно запуталось в лабиринте приморских плавней. Таммариту перебрался в лодку и после долгих скитаний еле живой от голода попал в плен к Бэл-ибни. Тот отправил пленника в Ниневию, где разыгралась сцена, описанная Ашшурбанипалом в следующих словах:
«Таммариту, его братья, его семья, семя дома его отца, вместе с 85 князьями, своими сторонниками, бежали от Индабигаша. Нагишом на своих утробах они приползли и явились в Ниневию. Таммариту облобызал ноги моей царственности и подмел землю своей бородой. Он занял место у колеса моей колесницы, зачислил себя для исполнения рабской службы мне. По велению бога Ашшура и богини Иштар, он умолял мое величество свершить его суд, оказать ему помощь. Он стоял передо мной и славил доблесть моих могучих богов, которые пришли мне на помощь. Я, Ашшурбанипал, широкое сердце, не помнящий зла, прощающий грехи, оказал милость Таммариту и поместил его самого вместе с семенем дома его отца в моем дворце».
В 646 году до н. э. Таммариту снова был посажен ассирийцами на престол Элама, но при первой возможности вторично попытался добиться независимости от Ассирии. Призвав население страны к отчаянному сопротивлению завоевателям, он, по словам ассирийского летописца, обратился к своим подданным со словами: «Во что превратились люди Элама? Ассирийцы приходят и захватывают добычу».
Однако на этот раз Таммариту правил совсем недолго. Он был свергнут в итоге очередного восстания, прибыл к Ашшурбанипалу, умоляя его о помощи, и был оставлен в ниневийском дворце в качестве заложника. Около 640 года до н. э. участвовал в триумфальной процессии Ашшурбанипала, будучи запряжённым вместе с двумя другими пленными эламскими царями (Хумбан-Халташ III и Па’э) и арабским шейхом Уайатэ в его колесницу.